# Brinckicaris lanceolata
Brinckicaris lanceolata is een eenoogkreeftjessoort uit de familie van de Parastenocarididae. De wetenschappelijke naam van de soort is voor het eerst geldig gepubliceerd in 1970 door Enckell.